# Alexander Schuitema
Alexander Schuitema (Den Haag, 31 maart 1993) is een Nederlands acteur. Hij speelde in diverse films en series, waaronder Bon Bini: Judeska in da House, Invasie en Follow de SOA.

## Levensloop
Schuitema maakte zijn acteerdebuut in de korte film Addicted? waarin hij een naamloze man speelde. Twee jaar later, in oktober 2014, maakte hij zijn debuut in de langspeelfilm Schaduwspel waarin hij de rol van Jan Brunnekreef vertolkte. Schuitema is in 2019 afgestudeerd aan de Arnhemse toneelschool. Hij speelde van oktober 2021 tot en met januari 2024 in de cast van de musical Soldaat van Oranje de rol van Erik Hazelhoff Roelfzema. Vanaf oktober 2024 is hij te zien in Agatha Christie's Murder On The Nile waarin hij de rol van William Smith vertolkt.

## Filmografie

### Film
- 2012: Addicted?, als man
- 2014: Schaduwspel, als Jan Brunnekreef
- 2015: Remain, als Aiden
- 2019: Another Friday Night, als Samuel
- 2020: Bon Bini: Judeska in da House, als Lucas
- 2022: Zayn, als collega
- 2024: Invasie, als Bobby Froost

### Televisie
- 2019: Vermist!, als Ricky
- 2019: DNA, als Tim Kempers
- 2021: Follow de SOA, als Jamie
- 2022: Dirty Lines, als Olivier
- 2023: Flikken Maastricht, als Ruud Pronk

## Theater
- 2017: Wij zijn Thomas
- 2018: umuntu ngumuntu ngabantu
- 2018: Welstaat
- 2018: Een Kersentuin
- 2020: Allemaal mensen
- 2021-2024: Soldaat van Oranje
- 2024-2025: Murder on the Nile
- 2025: Door Het Stof